# Scrobiger splendidus
Scrobiger splendidus is een keversoort uit de familie mierkevers (Cleridae). De wetenschappelijke naam van de soort is voor het eerst geldig gepubliceerd in 1840 door Newman.